# Calcio Padova 1985-1986
Questa pagina raccoglie i dati riguardanti l'Associazione Calcio Padova nelle competizioni ufficiali della stagione 1985-1986.

## Stagione
Il Padova nel 1985-1986 ha partecipato al girone A del campionato di Serie C1 e si è classificato al settimo posto.
In Coppa Italia è giunto secondo nel girone 2 di qualificazione dietro al Lanerossi Vicenza, e viene ammesso agli ottavi di finale. Perde entrambe le gare con l'Inter per 2-1.
In Coppa Italia di Serie C viene eliminato dal Treviso ai sedicesimi di finale.
Guido Mammi è subentrato a Marino Perani dopo la sconfitta con la SPAL alla ventitreesima giornata.

## Rosa
| N. |                   | Ruolo | Calciatore          |
| -- | ----------------- | ----- | ------------------- |
|    | Italia (bandiera) | P     | Mirko Benevelli     |
|    | Italia (bandiera) | P     | Paolo De Toffol     |
|    | Italia (bandiera) | D     | Emilio Da Re        |
|    | Italia (bandiera) | D     | Cornelio Donati     |
|    | Italia (bandiera) | D     | Fulvio Fellet       |
|    | Italia (bandiera) | D     | Roberto Giansanti   |
|    | Italia (bandiera) | D     | Fabrizio Salvatori  |
|    | Italia (bandiera) | D     | Devis Tonini        |
|    | Italia (bandiera) | C     | Stefano De Agostini |
|    | Italia (bandiera) | C     | Marco Carrara       |
|    | Italia (bandiera) | C     | Angelo Cupini       |
|    | Italia (bandiera) | C     | Antonio Favaro      |

| N. |                   | Ruolo | Calciatore            |
| -- | ----------------- | ----- | --------------------- |
|    | Italia (bandiera) | C     | Vincenzo Lamia Caputo |
|    | Italia (bandiera) | C     | Ferdinando Ruffini    |
|    | Italia (bandiera) | C     | Andrea Seno           |
|    | Italia (bandiera) | C     | Claudio Valigi        |
|    | Italia (bandiera) | C     | Vittorio Zerpelloni   |
|    | Italia (bandiera) | A     | Guglielmo Coppola     |
|    | Italia (bandiera) | A     | Alberto Dacroce       |
|    | Italia (bandiera) | A     | Stefano Marchetti     |
|    | Italia (bandiera) | A     | Angelo Montrone       |
|    | Italia (bandiera) | A     | Giancarlo Tacchi      |
|    | Italia (bandiera) | A     | Otello Tonti          |

## Risultati

### Campionato

#### Girone di andata
| Bergamo 21 settembre 1985 1ª giornata                                      | Virescit Boccaleone | 2 – 1         | Padova |  |
| \| \| \| \| \| Brambilla 16’ Filosofi 87’ \| Marcatori \| 74’ Marchetti \| |                     |               |        |  |
|                                                                            |                     |               |        |  |
| Brambilla 16’ Filosofi 87’                                                 | Marcatori           | 74’ Marchetti |        |  |

| Arbitro: | Quartuccio (Torre Annunziata) |

|  |           |         |
|  | Marcatori | 43’ Loi |

| Firenze 5 ottobre 1985 3ª giornata | Rondinella Marzocco | 0 – 1 | Padova | Stadio Comunale delle Due Strade |

| Arbitro: | Acri (Novi Ligure) |

|           |           |  |
| Valigi 9’ | Marcatori |  |

| Arbitro: | Stafoggia (Pesaro) |

|             |           |  |
| Mariani 90’ | Marcatori |  |

| Arbitro: | Calabretta (Catanzaro) |

|                       |           |  |
| Da Re 32’ Coppola 57’ | Marcatori |  |

| Legnano 3 novembre 1985, ore 14:30 CET 7ª giornata | Legnano             | 0 – 0 | Padova | Stadio Comunale\| Arbitro: \| Pomentale (Bologna) \| |
| Arbitro:                                           | Pomentale (Bologna) |       |        |                                                      |

| Arbitro: | Caprini (Perugia) |

|                                    |           |  |
| Tacchi 2’, 40’ Da Re 30’ Marchetti | Marcatori |  |

| Trento 17 novembre 1985, ore 14:30 CET 9ª giornata | Trento                | 0 – 0 | Padova | Stadio Briamasco\| Arbitro: \| Di Gennaro (Ercolano) \| |
| Arbitro:                                           | Di Gennaro (Ercolano) |       |        |                                                         |

| Arbitro: | Bruni (Arezzo) |

|            |           |                  |
| Favaro 51’ | Marcatori | 54’ (rig.) Rossi |

| Varese 1º dicembre 1985, ore 14:30 CET 11ª giornata | Varese               | 0 – 0 | Padova | Stadio Franco Ossola\| Arbitro: \| Nicoletti (Agropoli) \| |
| Arbitro:                                            | Nicoletti (Agropoli) |       |        |                                                            |

| Arbitro: | Guida (Palermo) |

|           |           |  |
| Favaro 8’ | Marcatori |  |

| Arbitro: | Fiorenza (Siena) |

|                        |           |                      |
| Profumo 69’ Araldi 73’ | Marcatori | 1’ Coppola 43’ Da Re |

| Arbitro: | Telegrafo (Taranto) |

|                      |           |  |
| Da Re 13’ Favaro 73’ | Marcatori |  |

| Arbitro: | Di Cola (Avezzano) |

|              |           |  |
| Ceccarini 5’ | Marcatori |  |

| Arbitro: | Acri (Novi Ligure) |

|                      |           |  |
| Giansanti 21’ (rig.) | Marcatori |  |

| Arbitro: | Pomentale (Bologna) |

|                       |           |            |
| Marozzi 50’ Pozzi 68’ | Marcatori | 36’ Valigi |

#### Girone di ritorno
| Arbitro: | Calabretta (Catanzaro) |

|             |           |  |
| Coppola 77’ | Marcatori |  |

| Arbitro: | Nicoletti (Agropoli) |

|              |           |  |
| Labadini 73’ | Marcatori |  |

| Arbitro: | Tedeschi (Bologna) |

|                     |           |  |
| Tacchi 48’ Seno 61’ | Marcatori |  |

| Arbitro: | Vasselli (Roma) |

|                       |           |  |
| Sella 20’ Scienza 67’ | Marcatori |  |

| Padova 23 febbraio 1986, ore 15:00 CET 22ª giornata | Padova               | 0 – 0 | Carrarese | Stadio Silvio Appiani\| Arbitro: \| Trentalange (Torino) \| |
| Arbitro:                                            | Trentalange (Torino) |       |           |                                                             |

| Arbitro: | Mazzetti (Firenze) |

|               |           |  |
| Chiappino 69’ | Marcatori |  |

| Arbitro: | Forte (Aosta) |

|                                 |           |  |
| Giansanti 3’ (rig.) Coppola 18’ | Marcatori |  |

| Arbitro: | Fiorenza (Siena) |

|         |           |  |
| Mezzini | Marcatori |  |

| Padova 29 marzo 1986, ore 15:00 CET 26ª giornata | Padova            | 1 – 0 | Trento | Stadio Silvio Appiani\| Arbitro: \| Arcangeli (Terni) \| |
| Arbitro:                                         | Arcangeli (Terni) |       |        |                                                          |

| Arbitro: | Nicchi (Arezzo) |

|                    |           |  |
| Zannoni 84’ (rig.) | Marcatori |  |

| Arbitro: | Manfredini (Modena) |

|                    |           |               |
| Coppola 16’ (rig.) | Marcatori | 67’ Gamberini |

| Arbitro: | Ceccarini (Livorno) |

|             |           |               |
| Bergamo 66’ | Marcatori | 57’ Marchetti |

| Arbitro: | Arpaia (Forlì) |

|                       |           |             |
| Coppola 46’ Da Re 80’ | Marcatori | 75’ Profumo |

| Arbitro: | Ballo (Novi Ligure) |

|                            |           |  |
| Simonetta 20’ Tomasoni 64’ | Marcatori |  |

| Arbitro: | Telegrafo (Taranto) |

|                                      |           |               |
| Giansanti 50’ Coppola 57’ Favaro 75’ | Marcatori | 20’ Peroncini |

| Arbitro: | Nicoletti (Agropoli) |

|                       |           |  |
| Fabbri 60’ Chiodi 68’ | Marcatori |  |

| Arbitro: | Scalise (Bologna) |

|                            |           |  |
| Lamia Caputo 5’ Valigi 62’ | Marcatori |  |

### Coppa Italia

#### Primo turno
| Arbitro: | Luci (Firenze) |

|                            |           |                        |
| Lamia Caputo 27’ Da Re 50’ | Marcatori | 34’ Raise 77’ Paciocco |

| Arbitro: | Fabbricatore (Roma) |

|  |           |            |
|  | Marcatori | 44’ Favaro |

| Padova 28 agosto 1985, ore 20:30 CEST 3ª giornata - Girone 2 | Padova           | 0 – 0 | Napoli | Stadio Silvio Appiani\| Arbitro: \| Lanese (Messina) \| |
| Arbitro:                                                     | Lanese (Messina) |       |        |                                                         |

| Arbitro: | Frigerio (Milano) |

|                       |           |           |
| Savino 20’ Rondon 48’ | Marcatori | 21’ Da Re |

| Arbitro: | D'Innocenzo (Ciampino) |

|                                              |           |  |
| Da Re 62’ Marchetti 70’ Giansanti 80’ (rig.) | Marcatori |  |

#### Ottavi di finale
| Arbitro: | Bruschini (Firenze) |

|                        |           |             |
| Tardelli 26’ Fanna 41’ | Marcatori | 51’ Coppola |

| Arbitro: | Testa (Prato) |

|            |           |                               |
| Valigi 55’ | Marcatori | 64’ (aut.) Seno 79’ Collovati |

### Coppa Italia Serie C

#### Fase finale

##### Sedicesimi di finale
| Padova 18 dicembre 1985 Andata | Padova | 0 – 1 | Treviso | Stadio Silvio Appiani |

| Treviso 15 gennaio 1986 Ritorno | Treviso | 1 – 1 | Padova | Stadio Omobono Tenni |

## Statistiche

### Statistiche di squadra
| Competizione         | Punti | In casa | In casa | In casa | In casa | In casa | In casa | In trasferta | In trasferta | In trasferta | In trasferta | In trasferta | In trasferta | Totale | Totale | Totale | Totale | Totale | Totale | DR |
| Competizione         | Punti | G       | V       | N       | P       | Gf      | Gs      | G            | V            | N            | P            | Gf           | Gs           | G      | V      | N      | P      | Gf     | Gs     | DR |
| -------------------- | ----- | ------- | ------- | ------- | ------- | ------- | ------- | ------------ | ------------ | ------------ | ------------ | ------------ | ------------ | ------ | ------ | ------ | ------ | ------ | ------ | -- |
| Serie C1 (girone A)  | 36    | 17      | 13      | 3       | 1       | 26      | 5       | 17           | 1            | 5            | 11           | 6            | 19           | 34     | 14     | 8      | 12     | 32     | 24     | +8 |
| Coppa Italia         |       | 4       | 1       | 2       | 1       | 6       | 4       | 3            | 1            | 0            | 2            | 3            | 4            | 7      | 2      | 2      | 3      | 9      | 8      | +1 |
| Coppa Italia Serie C |       | 1       | 0       | 0       | 1       | 0       | 1       | 1            | 0            | 1            | 0            | 1            | 1            | 2      | 0      | 1      | 1      | 1      | 2      | -1 |
| Totale               |       | 22      | 14      | 5       | 3       | 32      | 10      | 21           | 2            | 6            | 13           | 10           | 24           | 43     | 16     | 11     | 16     | 42     | 34     | +8 |

### Andamento in campionato
| Giornata  | 1  | 2  | 3  | 4 | 5  | 6 | 7 | 8 | 9 | 10 | 11 | 12 | 13 | 14 | 15 | 16 | 17 | 18 | 19 | 20 | 21 | 22 | 23 | 24 | 25 | 26 | 27 | 28 | 29 | 30 | 31 | 32 | 33 | 34 |
| --------- | -- | -- | -- | - | -- | - | - | - | - | -- | -- | -- | -- | -- | -- | -- | -- | -- | -- | -- | -- | -- | -- | -- | -- | -- | -- | -- | -- | -- | -- | -- | -- | -- |
| Luogo     | T  | C  | T  | C | T  | C | T | C | T | C  | T  | C  | T  | C  | T  | C  | T  | C  | T  | C  | T  | C  | T  | C  | T  | C  | T  | C  | T  | C  | T  | C  | T  | C  |
| Risultato | P  | P  | V  | V | P  | V | N | V | N | N  | N  | V  | N  | V  | P  | V  | P  | V  | P  | V  | P  | N  | P  | V  | P  | V  | P  | N  | N  | V  | P  | V  | P  | V  |
| Posizione | 12 | 17 | 14 | 7 | 13 | 7 | 9 | 5 | 7 | 8  | 7  | 4  | 4  | 4  | 6  | 5  | 7  | 6  | 6  | 5  | 6  | 7  | 8  | 7  | 8  | 8  | 8  | 8  | 8  | 8  | 8  | 7  | 7  | 7  |

Legenda:

Luogo: C = Casa; T = Trasferta. Risultato: V = Vittoria; N = Pareggio; P = Sconfitta.

### Statistiche dei giocatori
| Giocatore       | Serie C1 | Serie C1 | Coppa Italia | Coppa Italia | Coppa Italia Serie C | Coppa Italia Serie C | Totale   | Totale |
| Giocatore       | Presenze | Reti     | Presenze     | Reti         | Presenze             | Reti                 | Presenze | Reti   |
| --------------- | -------- | -------- | ------------ | ------------ | -------------------- | -------------------- | -------- | ------ |
| M. Benevelli    | 33       | ?        | 1            | -0           | ?                    | ?                    | 34+      | 0+     |
| P. De Toffol    | 1        | ?        | 6            | -8           | ?                    | ?                    | 7+       | -8+    |
| E. Da Re        | 21       | 5        | 5            | 3            | ?                    | ?                    | 26+      | 8+     |
| C. Donati       | 32       | 0        | 6            | 0            | ?                    | ?                    | 38+      | 0+     |
| F. Fellet       | 32       | 0        | 6            | 0            | ?                    | ?                    | 38+      | 0+     |
| R. Giansanti    | 31       | 3        | 7            | 1            | ?                    | ?                    | 38+      | 4+     |
| F. Salvatori    | 15       | 0        | 6            | 0            | ?                    | ?                    | 21+      | 0+     |
| D. Tonini       | 1        | 0        | 1            | 0            | ?                    | ?                    | 2+       | 0+     |
| S. De Agostini  | 1        | 0        | 4            | 0            | ?                    | ?                    | 5+       | 0+     |
| M. Carrara      | 26       | 1        | 2            | 0            | ?                    | ?                    | 28+      | 1+     |
| A. Cupini       | 0        | 0        | -            | -            | ?                    | ?                    | 0+       | 0+     |
| A. Favaro       | 26       | 3        | 6            | 1            | ?                    | ?                    | 32+      | 4+     |
| V. Lamia Caputo | 25       | 2        | 7            | 1            | ?                    | ?                    | 32+      | 3+     |
| F. Ruffini      | 29       | 0        | 7            | 0            | ?                    | ?                    | 36+      | 0+     |
| A. Seno         | 18       | 1        | 4            | 0            | ?                    | ?                    | 22+      | 1+     |
| C. Valigi       | 33       | 3        | 7            | 1            | ?                    | ?                    | 40+      | 4+     |
| V. Zerpelloni   | 24       | 0        | 2            | 0            | ?                    | ?                    | 26+      | 0+     |
| G. Coppola      | 25       | 7        | 2            | 1            | ?                    | ?                    | 27+      | 8+     |
| A. Dacroce      | 5        | 0        | 5            | 0            | ?                    | ?                    | 10+      | 0+     |
| S. Marchetti    | 28       | 3        | 7            | 1            | ?                    | ?                    | 35+      | 4+     |
| A. Montrone     | 4        | 1        | 1            | 0            | ?                    | ?                    | 5+       | 1+     |
| G. Tacchi       | 27       | 3        | -            | -            | ?                    | ?                    | 27+      | 3+     |
| Tonti           | -        | -        | 3            | 0            | ?                    | ?                    | 3+       | 0+     |